# Ján Kollár
Ján Kollár (magyar nevén: Kollár János) (Mosóc, 1793. július 29. – Bécs, 1852. január 24.) cseh nyelven író szlovák származású evangélikus lelkész, költő, esztéta, népdalgyűjtő, „nemzetébresztő”, a pánszláv testvériség ideológusa.

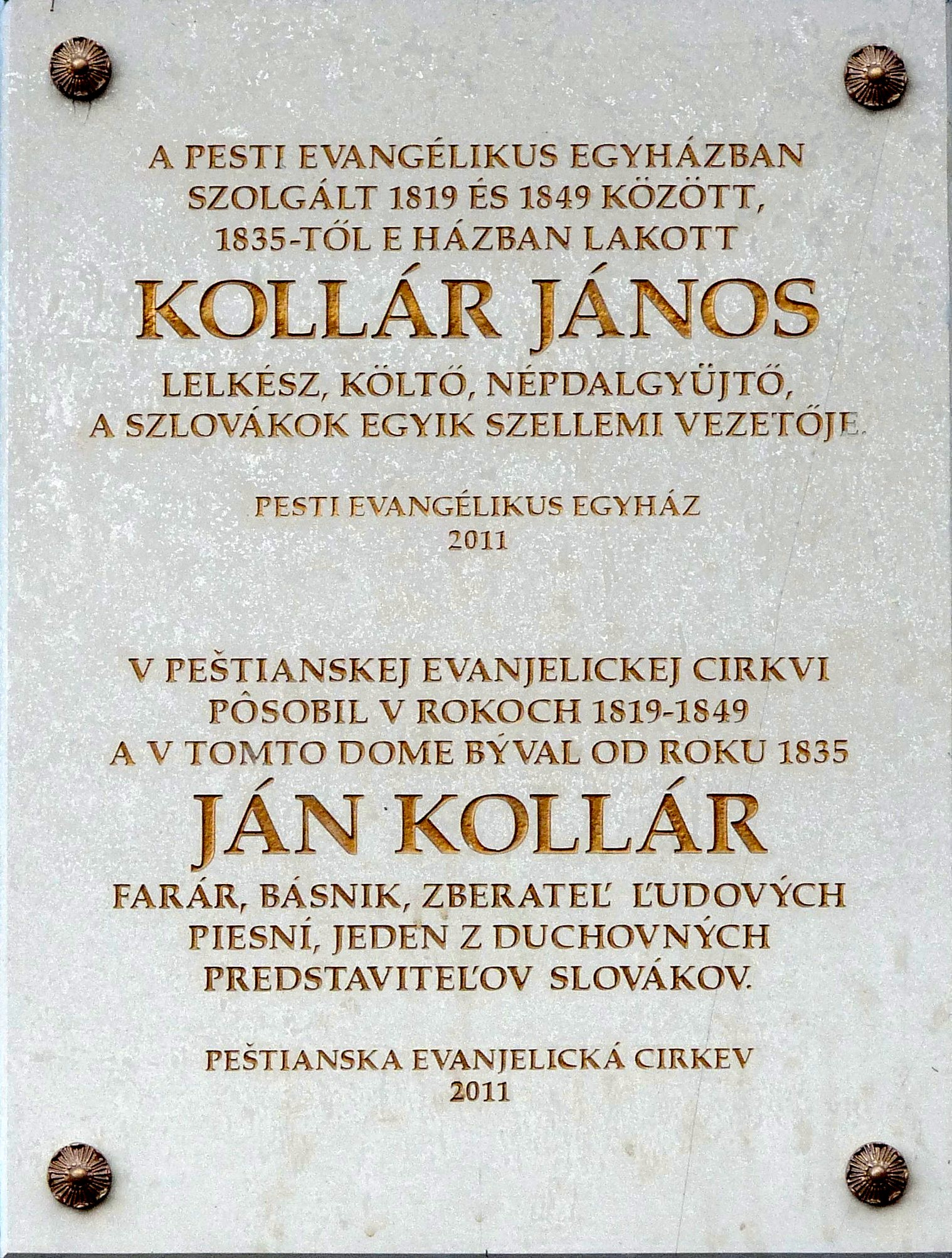
Ján Kollár emléktáblája, Budapest V. Deák Ferenc tér 5.

## Életpályája
Kollár Máté városbíró és Irenda Katalin fia. Annak ellenére tovább tanult, hogy apja iparost akart belőle nevelni, és ezért egyáltalán nem támogatta ezt. Az általános iskolát szülőfalujában végezte el, 1806-tól a gimnázium grammatikai osztályait Körmöcbányán, 1810-től a humaniórákat Besztercebányán, majd 1812 és 1815 a között bölcseletet és teológiát a Pozsonyi Evangélikus Líceumban hallgatta, ahol Matej Daniel Ševrlay, Matej Holko, Michal Greguss, Ludvig Schedius, Bohuslav Tablic és Ľudovít Štúr is tanultak.
1812-ben Nyíregyházán mondta el első egyházi beszédét. Két évig Besztercebányán dolgozott nevelőként, majd 1817. október 9-én a jénai egyetemre iratkozott be, ahol másfél évig teológia és filozófia szakon tanult. Hazatérése után 1819. október 12-én Besztercebányán szentelték lelkésszé és a pesti szlovák evangélikus egyházközségben Molnár János lelkész mellé segédlelkésznek rendelték; főnökének, Kalchbrenner Józsefnek halála után pedig 1834-ben ugyanott rendes lelkész lett, a Deák téri evangélikus templomban működött. Minthogy itt a németek többségben voltak, német lelkészt választottak, de Kollár, aki egész lélekkel szlovák érzelmű volt, ki tudta vívni azt, hogy 1825-től megmaradt továbbra is szlovák lelkésznek Pesten.
1836-ban a szentpétervári császári orosz akadémia, a szláv irodalom körül szerzett érdemei elismeréséül arany érdemérmet küldött neki. 1841-ben és 1844-ben államköltségen tudományos utazást tett Olaszországban. Kollárnak a nyugati szlávok szellemi felemelkedésében nagy része volt. Egy, az összes szlávságot körülfogó irodalmi szövetséget kívánt, amely gátul szolgált volna a németség betódulása ellen. Politikai céljai, amikkel némelyek vádolták, nem bizonyultak be teljesen. Ismert volt a magyarság elleni szomorú következményű ellenszenvről is, mely a szabadságharcot megelőző években, nagy részben az ő munkái által ébresztve, hazánkban feltűnt. Minden gyanúsítás dacára háborítatlanul folytatta Magyarország közepén tudományos kutatásait és irodalmi működését; csupán 1848-ban tört ki ellene Pesten némi utcai demonstráció, amelynek azonban semmi komolyabb következménye nem volt.
Élete utolsó éveiben növekvő figyelmet fordított a szláv régiségek tanulmányozására és ennek köszönhette, hogy 1849-ben meghívták a bécsi egyetemi szláv-archeológiai tanszékre. Élete hátralévő éveit Bécsben töltötte, és a szláv régészet professzoraként tevékenykedett. Több külföldi tudós társaságnak tagja volt.

## Emlékezete
- Prágában helyezték örök nyugalomra.
- A hazájába, Weimarba visszavonult özvegye, Schmidt Vilhelmina, élete végéig tekintélyes kegydíjat kapott.
- 1893-ban születésének százéves fordulóját ülték fordulóját ülték meg a csehek és magyarországi szlovákok.
- 2011-ben helyezték el az emléktábláját Budapesten V. kerületében, a Deák Ferenc tér 5. sz. alatt.

## Művei
- Legjelentősebb művei: Básně (Versek), Znělky neb Sonety (Szonettek), Paměti z mladších let života (Emlékek ifjú éveiből), Národnie zpievanky (Nemzeti dalok), Slávy Dcera (Szlávság leánya), A szláv kölcsönösségről és a szláv irodalomról.
- Básné J. Kollára. Prága, 1821. (Kollár János költeményei.)
- Sláwy dcera, Buda, 1824. (Slava leánya, lyrai hősköltemény 3 énekben. 2. kiadása Pest, 1832. öt énekben, 3. kiadás Buda, 1845. Két részben és Bécs, 1852. Mondják, hogy első gondolata e mű készítéséhez Szászországban tartózkodása alatt támadt, midőn ott annyi szláv eredetű s most elnémetesedett helységet és vidéket talált; ezen búskomoly, majd keserű panaszkodása a hanyatló szláv nemzetiség felett, nemcsak összes iratainak, hanem mondhatni egész életének teszi alaphangulatát. Németül 3. kiadás Pest, 1832. Két kötet; angolra Bowring fordította; megjelent francziául, oroszul és lengyelül is.)
- Dobré wlasnosti národu slowanského. Pest, 1822. (A tótok jó tulajdonságairól.)
- Slaweni prwniho ročniho examenu se skolskau mládéži slowenských ew. církwe Pestansko-Budinské. Uo. 1822. (A budapesti ev. szláv egyház tanulóifjúságának első évi vizsgálati ünnepélye.)
- Památka slawného dne-narození J. O. Alex. Rudného z Rudna... primasa král. uhérského ... od jeho ctitelû slowáků, Buda, 1824. (Emlékezet Rudnay Sándor hg. primás születési ünnepélyén szláv tisztelőitől.)
- čitanka... Uo. 1825. (Olvasókönyv szláv városi és falusi iskolák számára. 2. kiadás. Uo. 1844.)
- Slabikář ... Pest, 1826. (Abc-és könyv latin olvasmányokkal együtt.)
- Nábožné kazani při slawnostech welikonočnich roku 1826. Uo. (Egyházi beszédek a husvéti ünnepekre.)
- Obraz kŕest. panny. Uo. 1827. (Keresztény leány képe. Prédikáczió Németre ford. Blaskovits Sándor. Uo. 1827.)
- Ableitung und Erklärung des National-Namens Magyar. Uo. 1827. (Ism. Hazai s Külf. Tudósítások 1827. II. 47. sz. Tudom. Gyűjt. 1828. I. 77. l.)
- Imenoslaw, čili slownik osobných jmen, sebraný od Pačice. Buda, 1828. (Tulajdonnevek szótára, Pačic által összegyűjtve.)
- Rozprawy o gmenách... národů slawského a jeho kmenů. Uo. 1830. (Értekezés a szláv törzsek nevéről, eredetéről s régiségéről. Pótlékok hozzá a časopis českeho muzeumban 1830.)
- Nedělni, swátéčné i přjležtostné kázně a řeči. Pest, 1831. és Buda 1844. Két kötet. (Egyházi beszédek, vasárnap- és ünnepnapokra s alkalmiak. A II. kötethez történeti függelék.)
- Výklad čili prjmětky a wyswětliwky ku slawy dceř. Pest, 1832. (Hitmagyarázat leánykák számára.)
- Trauerrede bei der Gedächtnisstfeier des weil... Herrn Carl Cleynmann... gehalten in er Kirche zu Pesth, 24. März 1833. Uo.
- Jako my tuto naši ewangel, slowenskau ćirkew rozmnozowati můžeme a máme? Uo. 1833. (Hogyan gyarapítsuk a mi ev.-szláv egyházunkat.)
- Oda wys, učrnému muži, welectěnému přitely p. Pawl. Josef Safáŕíkowy. Uo. 1833. (Oda, Safarik Pál József tiszteletére.)
- Řeč při slawném poswečeni nowě woleného superintendenta p. Jana Seberiniho. Buda, 1834. (Beszéd Szeberinyi János uj superintendensnek 1834. máj. 28. történt fölavatásakor. Németül: ford. Chalupka János Pest, 1834.)
- A prédikátori hivatal dicsősége és méltósága, melyet halotti tanításban. néh. Bartholomaeidesz Pál úr végső tisztelete alkalmával, mindszenthava 14. 1834. a ilisi templomban előadott. Pest, 1834
- Narodnie zpiewanky, čili písně swětské Slowáků w Uhrách jak popolitého lidu tak i wyšších stawů. Buda, 1834-35. Két köt. (A magyarországi szlovák népdalok gyűjteménye.)
- Nábožný pohled na krajinu, která jest matka ewangel. wíry. Uo. 1835. (Ájtatos körültekintés a hazában, mely az evangeliumi vallás anyja.)
- Ueber die literarische Wechselseitigkeit zwischen den verschiedenen Stämmen und Mundarten der slavischen Nation. Aus dem slav. in der Zeitschrift Hronka gedr., ins Deutsche übertragen und vermehrt vom Verfasser. Uo. 1837. (és a Vierteljahrschrift aus u. für Ungarn. Lipcse 1843. I. 2. jav. kiadás. Lipcse, 1844.)
- Schematismus generalis scholarum et ecclesiarum evang. aug. conf. in Hungaria. Anno 1838. Pestini, 1838. (Censurai példány a m. n. múzeumban.)
- Sláva Bohyně a půwod jména Sláwůw čili Slawjanů, w listech k welectěnému příteli p P. Jos. Śafářikowy... Uo. 1839. (A szláv Istenek és a szláv vagy Slavonia szó eredete. J. Safarikhoz írt levelekben. Censurai kézirati példánya a m. n. múzeumban.)
- Apologia, to jest: Obrana, kterau se odrodilci jenž od swé nádornosti Slowanské odstupují brániti chtéji ti pak kteřj o nj stojí posilniti se mohau. Sepsána od Ondřeje z Pravdomluwic. Buda, 1841. (Apologia és védelem azok ellen, kik a szláv nemzetiséget elhagyva, védelmezik magokat, úgy azoknak, kik ahhoz ragaszkodva, megerősödni akarnak.)
- Cestopis obsahujíci cestu do horní Italie a odtud přes Tyrolsko a Baworsko se zwlástním ohledem na slawjanské žiwly r. 1841. Pest, 1843. (Utazás Felső Olaszországban és onnét Tirolon és Bajorországon keresztül, különös tekintettel a szláv életelemekre. Mellékletekkel és rézmetszetekkel, valamint a szláv festők és rézmetszők lexikonával, a legrégibb időktől a jelenkorig. Németül: Pest, 1843. Ism. az augsburgi Allg. Zeitung 1845. 5. sz.)
- Horvát Istvánː A' szlavinokról, az az Kérkedőkről, a' trójai háborútól első Justiniánus tsászárig / Kollár Jánosː Toldalék; Trattner-Károlyi Ny., Pest, 1844
- Díla básnická. Buda, 1845. (Költemények.)
- Staro Italia slavjanská aneb objevy a důkazy živlů slavských v zeměpisu v dějinách a v bájeslovi zvlástě v řeči a v literatůře nejdávnějsích vlaských a sousedních kmenů... Bécs, 1853. (A szláv Felső Italia, vagy felfedezése és bebizonyítása a szláv életelemnek a földrajzban, történelemben és mythologiában, különösen pedig a legrégibb olasz és szomszéd néptörzsek nyelvén és irodalmában.)
- Spisy Jana Kollara. Prága, 1862-63. Négy kötet. (Kollár János válogatott munkái. Németre Albrecht bécsi orvostanár is fordított műveiből: Poesie aus Böhmen c. Prága, 1892.)

Kéziratai a Magyar Nemzeti Múzeum könyvtára kézirati osztályában: Slownik slawianskíjch (censurai példány) és Kollariana pro et contra, ívrét.